# 미요시 히로치카
미요시 히로치카(일본어: 三好 洋央, 1987년 5월 17일 ~ )는 일본의 전 축구 선수이다.

## 구단 경력
그는 2014년부터 2017년까지 J리그의 블라우블리츠 아키타, 후지에다 MYFC에서 활동하였다.